# João Pimenta Lopes
João Nuno Calado Pimenta Lopes (Lisboa, 12 de abril de 1980) é um biólogo e político português, deputado ao Parlamento Europeu por Portugal, nomeado pelo Partido Comunista Português, que por sua vez integra o Grupo Confederal da Esquerda Unitária Europeia/Esquerda Nórdica Verde.

## Atividade Profissional
Biólogo de profissão, foi Diretor Técnico do Fluviário de Mora e seu Administrador até janeiro de 2015.
Foi membro da Direção da Mútua dos Pescadores entre 2009 e 2017, tendo participado na direção da Associação de Bolseiros de Investigação Científica até 2007.

## Atividade Política
Militante da Juventude Comunista Portuguesa desde os 17 anos. Militante do Partido Comunista Português. Membro do Comité Central do Partido Comunista Português.

### Política Autárquica
João Pimenta Lopes foi eleito à Assembleia Municipal de Mora.

### Parlamento Europeu
Foi membro do secretariado Político do Grupo Confederal da Esquerda Unitária Europeia/Esquerda Verde Nórdica (GUE/NGL), a que os eurodeputados do PCP pertencem.

#### Primeiro Mandato
João Pimenta Lopes torna-se deputado português ao Parlamento Europeu em 2016 em substituição da Deputada Europeia Inês Zuber, eleita pelo Partido Comunista Português nas listas da Coligação Democrática Unitária nas eleições parlamentares europeias de 2014, que renunciou ao cargo pela inexistência de licença de maternidade no Parlamento Europeu que permitisse uma substituição temporária.
No Parlamento Europeu foi:
- Vice-Presidente da Comissão dos Direitos da Mulher e da Igualdade dos Géneros;
- Vice-Presidente da Delegação à Assembleia Parlamentar Euro-Latino-Americana;
- Membro da Comissão do Emprego e dos Assuntos Sociais do Parlamento Europeu;[5]
- Membro da Comissão do Mercado Interno e da Proteção dos Consumidores;
- Membro da Delegação para as relações com o Mercosul;
- Membro da Comissão dos Transportes e do Turismo;

#### Segundo Mandato
A 29 de março de 2021 é anunciado o regresso de João Pimenta Lopes ao lugar de deputado português ao Parlamento Europeu a partir de julho de 2021 em substituição de João Ferreira, um dos deputados europeus eleitos pelo PCP nas Eleições parlamentares europeias de 2019.